# تک‌آرت ۹۹۷ توربو
تک‌آرت ۹۹۷ توربو (TechArt 997 Turbo) خودرویی است که از سال ۲۰۰۷ تا کنون تولید شده‌است.
این خودرو در کلاس خودرو اسپورت قرار گرفته و طراحی آن موتور عقب و توزیع نیروی پیشران بوده وزن آن در حالت طبیعی ۳٬۵۱۰ پوند (۱٬۵۹۲ کیلوگرم) است. سیستم جعبه‌دندهٔ آن ۶ دنده به صورت دستی است.